# Rainer Hoffmeister
Rainer Hoffmeister (* 22. September 1963) ist ein ehemaliger deutscher Fußballspieler. Der Torwart spielte in der DDR-Oberliga, der höchsten Spielklasse im DDR-Fußball, für den FC Rot-Weiß Erfurt. Für die Thüringer stand er auch in der 2. Bundesliga und Regionalliga im Tor. Im gesamtdeutschen Ligafußball spielte Hoffmeister auch für den FSV Zwickau in der zweithöchsten Spielklasse.

## Sportliche Laufbahn

### Gemeinschafts-, Club- und Vereinsstationen
Rainer Hoffmeister begann bei der BSG Chemie Leipzig organisiert Fußball zu spielen. 1977 wechselte er innerhalb der Messestadt zum 1. FC Lokomotive Leipzig, dem Schwerpunktclub des Bezirkes Leipzig. Zur Saison 1984/85 wurde der 20-jährige Torsteher erstmals für Kader der Leipziger Oberligamannschaft nominiert. Da Hoffmeister hinter Auswahlschlussmann René Müller und dessen erfahrenem Stellvertreter Siegfried Stötzner zu keinen Oberligaeinsätzen kam, wechselte Hoffmeister Anfang 1985 zum Oberligaabsteiger HFC Chemie in die zweitklassige Liga. In den 17 Rückrundenspielen der DDR-Liga-Saison stand er 16-mal im Tor der Hallenser. Da der HFC den Wiederaufstieg verpasste, kehrte Hoffmeister zu Beginn der Spielzeit 1985/86 wieder zum 1. FC Lok Leipzig zurück. Obwohl wieder für die Oberliga nominiert, kam der inzwischen mehrfache Junioren- und Nachwuchs-Nationalspieler erneut nicht an René Müller vorbei, der in der Hinrunde  alle 13 Oberligaspiele bestritt.
Zu Beginn des Jahres 1996 schloss sich Hoffmeister dem Oberligakonkurrenten FC Rot-Weiß Erfurt an, der seinen bisherigen Stammtorwart Wolfgang Benkert verloren hatte. Hoffmeister gelang es, den Benkert-Ersatz Michael Oevermann zu verdrängen und kam in den 13 verbliebenen Oberligaspielen zehnmal zum Einsatz. In den folgenden vier Spielzeiten mit insgesamt 104 Oberligaspielen bis zum Ende des DDR-Fußballs war Hoffmeister die Nummer eins im Erfurter Tor. Von den 104 Oberligaspielzeiten in dieser Zeit bestritt er 88 Spiele. In der ersten Erfurter Saison im DFB-Spielbetrieb 1990/91 verlor Hoffmeister seinen Stammplatz an den ungarischen Nationaltorwart Péter Disztl und wurde nur dreimal eingesetzt. In den Spielzeiten 1991/92 und 1992/93 spielte Hoffmeister für den FC Rot-Weiß noch in der 2. Bundesliga und brachte es dort auf insgesamt zehn Einsätze.
Nach zwei Einsätzen in der Südstaffel der drittklassigen NOFV-Amateur-Oberliga für Rot Weiß wechselte Hoffmeister nach sieben Jahren bei Rot-Weiß Anfang 1993 zum Ligakonkurrenten 1. FC Markkleeberg. Zum darauffolgenden Jahreswechsel ging der Torwart von den Leipziger Vorstädtern zum FSV Zwickau. Mit den Zwickauern gelang ihm 1994 der Aufstieg in die 2. Liga, wobei in der dazu notwendigen Qualifikationsrunde sein Teamkollege Ralph Kircheis in allen vier Partien das FSV-Tor hütete. Im ersten Zweitligajahr war Hoffmeister mit 31 von 34 möglichen Saisoneinsätzen Stammtorwart beim FSV Zwickau, der sportlich nicht die Klasse halten konnte, aber aufgrund der Lizenzentzüge Dynamo Dresdens und des 1. FC Saarbrücken in der 2. Bundesliga verbleiben durfte. In den folgenden beiden Spieljahren saß er hinter dem lettischen Nationaltorwart Oļegs Karavajevs weitestgehend nur auf der Reservebank. In der bisher letzten Zwickauer Zweitligasaison kamen Karavajevs und Hoffmeister beide auf je 15 Einsätze.
Nachdem Abstieg des FSV ging der Torwart zurück zum FC Rot-Weiß nach Erfurt in drittklassige Regionalliga. Dort blieb der inzwischen 35-jährige Hoffmeister hinter Steffen Kraus aber 1998/99 Ersatzkeeper. Seine lange Karriere ließ der ehemalige DDR-Juniorenauswahlspieler beim damaligen Viertligisten SSV Erfurt-Nord in der Oberliga Nordost ausklingen.

### Auswahleinsätze
Zu Beginn der Saison 1980/1981 wurde 17-jährige Rainer Hoffmeister erstmals in den Kader der DDR-Juniorennationalmannschaft berufen. Sein erstes Länderspiel mit der U-18 bestritt er am 28. September 1980 im bulgarischen Tschirpan. Bei der 0:2-Niederlage gegen das bulgarische Juniorenteam wurde er für den Erfurter Thomas Michalowski eingewechselt. Später stand er bei seinen elf Juniorenländerspielen bis 1982 siebenmal über die gesamte Spielzeit im Tor. Höhepunkt seiner Juniorenlaufbahn war 1981 die Teilnahme an den Jugendwettkämpfen der Freundschaft in der Tschechoslowakei, bei denen die DDR-Mannschaft lediglich den 7. Platz erreichte.
Nachdem Hoffmeister dem Juniorenalter entwachsen war, startete er 1984 noch vor seinem Erst- und Zweitligadebüt seine Karriere in der DFV-Nachwuchsnationalmannschaft. Der 1983 mit dem Neuaufbau der U-21-Mannschaft zur Vorbereitung auf die Europameisterschaft 1986 beauftragte Horst Brunzlow setzte Hoffmeister zum ersten Mal im Länderspiel Dänemark – DDR (1:3) ein. Danach bestritt Hoffmeister bis 1985 insgesamt 13 Nachwuchsländerspiele, darunter alle sechs Spiele in der EM-Qualifikation, in der sich die DDR nicht für die Viertelfinalpartien des Wettbewerbs qualifizieren konnte. Mit dem 1:1-Heimremis im Qualifikationsspiel gegen Jugoslawien endete Hoffmeisters Karriere in der Nachwuchsnationalmannschaft.
Anfang 1986 wurde Rainer Hoffmeister in den Kader der DDR-Olympiamannschaft berufen. Da er hinter Jörg Weißflog als Nummer zwei eingestuft wurde, kam Hoffmeister nur in den Testspielen zum Einsatz. Dazu gehörten auch die Spiele beim Nehru Cup, in denen die ostdeutsche Olympiaelf unter anderem auf die Olympiateams der Sowjetunion und Bulgariens traf. Anfang 1986 bestritt er drei und Dirk Heyne zwei der fünf ostdeutschen Partien. Bei der Turnierausgabe 1987 teilten sich der Erfurter und der Magdeburger (je zwei Einsätze) in die vier Begegnungen. Am Ende kam die DDR ins Halbfinale. Bei den Qualifikationsspielen zum olympischen Fußballturnier 1988 wurde er nicht eingesetzt. Nachdem die DDR-Mannschaft im Frühjahr 1988 die Olympiateilnahme verpasst hatte, spielte Hoffmeister beim Neuaufbau mit den veränderten U-23-Regularien ab Sommer 1989 keine Rolle mehr.